# Locheuma brunneri
Locheuma brunneri är en insektsart som först beskrevs av Scudder, S.H. 1875.  Locheuma brunneri ingår i släktet Locheuma och familjen gräshoppor. Inga underarter finns listade i Catalogue of Life.